# Llista de monuments de Campmany
Llista de monuments de Campmany inclosos en l'Inventari del Patrimoni Arquitectònic Català per al municipi de Campmany (Alt Empordà). Inclou els inscrits en el Registre de Béns Culturals d'Interès Nacional (BCIN) amb la classificació de monuments històrics i els Béns Culturals d'Interès Local (BCIL) de caràcter arquitectònic.
| Monument | Protecció    | Estil/època                          | Localització                                                         | Coordenades                                          | Codi?     | Imatge |
| --- | ------------ | ------------------------------------ | -------------------------------------------------------------------- | ---------------------------------------------------- | --------- | --- |
| Muralles i torres de defensa                                                                                   | BCIN 4151-MH | Obra popular XIV-XV                  | Campmany C. de la Torre - pl. del Fort - c. Vilarnadal               | 42° 22′ 21″ N, 2° 55′ 16″ E / 42.372527°N,2.921031°E | IPA-18024 | Muralles i torres de defensa (Campmany) · Vegeu més fotos d'aquest monument · Carregueu una nova foto d'aquest monument       |
| Església parroquial de Santa Àgata                                                                             |              | Romànic XII, XVIII                   | Campmany Pl. del Fort                                                | 42° 22′ 22″ N, 2° 55′ 16″ E / 42.372655°N,2.920989°E | IPA-18025 | Església parroquial de Santa Àgata (Campmany) · Vegeu més fotos d'aquest monument · Carregueu una nova foto d'aquest monument |
| Can Guinart de Dalt                                                                                            |              | Obra popular XVIII                   | Campmany C. del Centre, 14 - c. de la Font                           | 42° 22′ 27″ N, 2° 55′ 12″ E / 42.374150°N,2.920003°E | IPA-18026 | Carregueu una nova foto d'aquest monument                                                                                     |
| Baronia de Campmany, Ajuntament, rectoria                                                                      |              | Obra popular XVII, XVIII             | Campmany Pl. del Fort, 1                                             | 42° 22′ 21″ N, 2° 55′ 15″ E / 42.372547°N,2.920819°E | IPA-18027 | Baronia de Campmany (Campmany) · Vegeu més fotos d'aquest monument · Carregueu una nova foto d'aquest monument                |
| Pont al carrer del Pont                                                                                        |              | Obra popular XVIII                   | Campmany C. del Pont - c. de la Riera, sobre el riu Merdançà         | 42° 22′ 21″ N, 2° 55′ 14″ E / 42.372466°N,2.920479°E | IPA-18028 | Pont al carrer del Pont (Campmany) · Vegeu més fotos d'aquest monument · Carregueu una nova foto d'aquest monument            |
| Plaça del Dolmen (Campmany)                                                                                    |              | Obra popular XX Final                | Campmany Pl. del Dolmen                                              | 42° 22′ 20″ N, 2° 55′ 18″ E / 42.372097°N,2.921755°E | IPA-18030 | Carregueu una nova foto d'aquest monument                                                                                     |
| Església de la Mercè                                                                                           |              | Obra popular XIX                     | Campmany Ctra. N-II, km 775, a 7 km al sud de la Jonquera            | 42° 22′ 01″ N, 2° 53′ 44″ E / 42.366853°N,2.895638°E | IPA-19789 | Carregueu una nova foto d'aquest monument                                                                                     |
| Banys de la Mercè, o Hotel Mercè Park, Club Madam's dels Banys de la Mercè, Font de la Mare de Déu de la Mercè |              | Obra popular XIX Final, XX Mitjan    | Campmany Ctra. N-II, km 775                                          | 42° 22′ 00″ N, 2° 53′ 45″ E / 42.366574°N,2.895748°E | IPA-37482 | Banys de la Mercè (Campmany) · Vegeu més fotos d'aquest monument · Carregueu una nova foto d'aquest monument                  |
| Capella de Sant Sebastià                                                                                       |              | Obra popular XVII                    | Campmany Pl. Sant Sebastià, al final del c. Major                    | 42° 22′ 27″ N, 2° 55′ 13″ E / 42.374231°N,2.920282°E | IPA-38707 | Capella de Sant Sebastià (Campmany) · Vegeu més fotos d'aquest monument · Carregueu una nova foto d'aquest monument           |
| Casa al carrer Major, 22                                                                                       |              | Obra popular XVII, XIX Final         | Campmany C. Major, 22 - c. Centre                                    | 42° 22′ 26″ N, 2° 55′ 13″ E / 42.373907°N,2.920368°E | IPA-38708 | Carregueu una nova foto d'aquest monument                                                                                     |
| Ca la Pepita Joana                                                                                             |              | Obra popular XVIII, XIX Final        | Campmany Pl. del Fort, 8                                             | 42° 22′ 21″ N, 2° 55′ 16″ E / 42.372619°N,2.921134°E | IPA-38833 | Ca la Pepita Joana (Campmany) · Vegeu més fotos d'aquest monument · Carregueu una nova foto d'aquest monument                 |
| Pont de Campmany                                                                                               |              | Obra popular XX Inici                | Campmany Ctra. GI-602, al sud del nucli urbà, damunt el riu Merdançà | 42° 22′ 18″ N, 2° 55′ 13″ E / 42.371574°N,2.920407°E | IPA-39065 | Pont de Campmany · Vegeu més fotos d'aquest monument · Carregueu una nova foto d'aquest monument                              |
| Ca l'Oliveres                                                                                                  |              | Obra popular XVIII Final             | Campmany C. de la Font, 2                                            | 42° 22′ 28″ N, 2° 55′ 13″ E / 42.374420°N,2.920185°E | IPA-39067 | Ca l'Oliveres (Campmany) · Vegeu més fotos d'aquest monument · Carregueu una nova foto d'aquest monument                      |
| Ca n'Armet, o Mas de l'Armet                                                                                   |              | Obra popular XVIII                   | Campmany A llevant del nucli urbà, a 150 m de la ctra. N-II          | 42° 22′ 27″ N, 2° 53′ 42″ E / 42.37419°N,2.89509°E   | IPA-39197 | Carregueu una nova foto d'aquest monument                                                                                     |
| Can Paita |              | Obra popular XVIII                   | Campmany Pl. del Fort, 4                                             | 42° 22′ 21″ N, 2° 55′ 15″ E / 42.372403°N,2.920928°E | IPA-39240 | Can Paita (Campmany) · Vegeu més fotos d'aquest monument · Carregueu una nova foto d'aquest monument                          |
| Casa a la plaça Major, 1                                                                                       |              | Obra popular XVIII, XV               | Campmany Pl. Major, 1A-1B                                            | 42° 22′ 24″ N, 2° 55′ 17″ E / 42.373196°N,2.921292°E | IPA-39241 | Casa a la plaça Major, 1 (Campmany) · Vegeu més fotos d'aquest monument · Carregueu una nova foto d'aquest monument           |
| Casa al carrer Major, 20                                                                                       |              | Obra popular XIX Final               | Campmany C. Major, 20                                                | 42° 22′ 25″ N, 2° 55′ 14″ E / 42.373736°N,2.920477°E | IPA-39242 | Casa al carrer Major, 20 (Campmany) · Vegeu més fotos d'aquest monument · Carregueu una nova foto d'aquest monument           |
| Ca l'Angelita                                                                                                  |              | Obra popular XX Inici                | Campmany C. St. Climent, 9-11                                        | 42° 22′ 28″ N, 2° 55′ 16″ E / 42.374493°N,2.920999°E | IPA-39243 | Carregueu una nova foto d'aquest monument                                                                                     |
| Celler Oliveda                                                                                                 |              | Obra popular XVIII Mitjan, XX Mitjan | Campmany C. la Roca, 3                                               | 42° 22′ 32″ N, 2° 55′ 11″ E / 42.375473°N,2.919637°E | IPA-39244 | Carregueu una nova foto d'aquest monument                                                                                     |
| Mas al carrer Santa Llúcia                                                                                     |              | Obra popular XVIII                   | Campmany C. Santa Llúcia - c. Riera                                  | 42° 22′ 31″ N, 2° 55′ 12″ E / 42.375230°N,2.920135°E | IPA-39277 | Carregueu una nova foto d'aquest monument                                                                                     |
| Façana al carrer del Fort                                                                                      |              | Obra popular XVIII Inici, XX         | Campmany C. del Fort                                                 | 42° 22′ 21″ N, 2° 55′ 16″ E / 42.37245°N,2.92122°E   | IPA-39278 | Façana al carrer del Fort (Campmany) · Vegeu més fotos d'aquest monument · Carregueu una nova foto d'aquest monument          |